# Ingeniería asistida por computadora

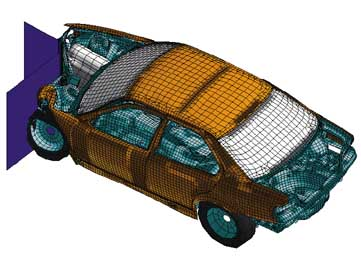
Simulación digital del impacto de un vehículo.

Ingeniería asistida por computadora o por ordenador (CAE, del inglés Computer Aided Engineering) es la disciplina que se encarga del conjunto de programas informáticos que permiten analizar y simular los diseños de ingeniería realizados con el ordenador, o creados de otro modo e introducidos en el ordenador, para valorar sus características, propiedades, viabilidad, y rentabilidad. Su finalidad es optimizar su desarrollo y consecuentes costos de fabricación, y reducir al máximo las pruebas para la obtención del producto deseado.
La base de todas ellas se presentan como módulos o extensiones de aplicaciones CAD, que incorporan:
- Análisis cinemático,
- Análisis de estrés por el método de elementos finitos (FEM, Finite Elements Method),
- Maquinado por control numérico (CNC, Computered Numeric Control),
- De exportación de ficheros para máquinas de prototipado rápido en formato de Estereolitografía (STL, Stereo Litography Apparatus),
- Análisis térmico y mecánica de fluidos dinámicos por computador (CFD, Computational Fluid Dynamics),
- Diseño asistido por computadora (CAD, Computer-Aided Design and drafting).